# Prince Rajcomar
Prince Rajcomar Mathilda, también conocido como Prince Mathilda (nacido el 25 de abril de 1985) es un futbolista internacional de Curazao que juega actualmente para el Kozakken Boys de la Tweede Divisie de los Países Bajos; se desempeña en el terreno de juego como delantero.

## Clubes
| Club                    | País         | Año       |
| ----------------------- | ------------ | --------- |
| Fortuna Sittard         | Países Bajos | 2002–2004 |
| FC Utrecht              | Países Bajos | 2004–2005 |
| FC Den Bosch            | Países Bajos | 2005–2006 |
| Breiðablik UBK          | Islandia     | 2006-2009 |
| KR Reykjavík            | Islandia     | 2009      |
| Zalaegerszegi TE        | Hungría      | 2009–2012 |
| MVV Maastricht (cedido) | Países Bajos | 2011-2012 |
| Fortuna Sittard         | Países Bajos | 2012–2013 |
| VVV-Venlo               | Países Bajos | 2013–2014 |
| BEC Tero Sasana FC      | Tailandia    | 2015      |
| MVV Maastricht          | Países Bajos | 2015–2016 |
| ACS Poli Timișoara      | Rumania      | 2016      |
| FC Oosterzonen          | Bélgica      | 2017      |
| Patro Eisden            | Bélgica      | 2018-2020 |
| Kozakken Boys           | Países Bajos | 2015–Act. |

## Carrera internacional
Prince Rajcomar formó parte de la selección sub-20 de los Países Bajos participando en la Copa Mundial de Fútbol Juvenil de 2005 celebrada en los Países Bajos.
En septiembre de 2014 Prince es llamado a la selección absoluta de Curazao para disputar las eliminatorias rumbo a la Copa Oro. Convierte su primer gol contra la selección de Puerto Rico al minuto 3 del segundo tiempo partido que terminó en empate con marcador de 2-2.

## Palmarés
- Supercopa de los Países Bajos: 2004